# ديلفن جويس
ديلفن جويس (بالإنجليزية: Delvin Joyce)‏ هو لاعب كرة قدم أمريكية أمريكي، ولد في 21 سبتمبر 1978 في مارتينسفيل في الولايات المتحدة.

## وصلات خارجية
- ديلفن جويس على موقع مرجع كرة القدم المحترفة.كوم (الإنجليزية)